# Mionectes
Mionectes es un género de aves paseriformes perteneciente a la familia Tyrannidae, que agrupa a especies nativas de la América tropical (Neotrópico), donde se distribuyen desde el sur de México, a través de América Central y del Sur, hasta el noreste de Argentina y norte de Bolivia; también en Trinidad. A sus miembros se les conoce por el nombre popular de mosqueros, y también mosqueritos, atrapamoscas o mionectes entre otros.

## Etimología
El nombre genérico masculino «Mionectes» deriva del griego «meionektēs» que significa ‘pequeño’, ‘que sufrió pérdidas’.

## Características
Las aves de este género son tiránidos delgados, de picos esbeltos, midiendo alrededor de 13 cm de longitud, uniformes e inconspicuos, que habitan en el sotobosque de selvas húmedas o montanas. Como las aves del género Leptopogon, levantan regularmente un ala sobre el dorso y son notablemente frugívoros. Existen dos grupos bastante diferenciados dentro del presente género, los Mionectes oliváceos (M. olivaceus y M. striaticollis) que tienen las partes inferiores estriadas y amarillentas y la cabeza y dorso oliváceos y habitan en regiones andinas y Centroamérica; y los Mionectes rufos (M. rufiventris, M. macconnelli y M. oleagineus) que no tienen estriado en las partes inferiores, que son rufo o anaranjado, tienen la cabeza gris o rufa y el dorso parduzco y habitan en tierras bajas no andinas.

## Lista de especies
Según las clasificaciones del Congreso Ornitológico Internacional (IOC) y Clements Checklist/eBird, agrupa a las siguientes especies con el respectivo nombre popular adoptado por la Sociedad Española de Ornitología (SEO), u otro cuando referenciado:
| Imagen | Nombre científico       | Autor                          | Nombre común               | Estado de conservación | Distribución |
| ------ | ----------------------- | ------------------------------ | -------------------------- | ---------------------- | ------------ |
|        | Mionectes striaticollis | (d'Orbigny & Lafresnaye, 1837) | mosquero gorgiestriado     | LC                     |              |
|        | Mionectes olivaceus     | Lawrence, 1868                 | mosquero oliváceo          | LC                     |              |
|        | Mionectes galbinus      | Bangs, 1902                    | mosquero rayadito          | LC                     |              |
|        | Mionectes oleagineus    | (Lichtenstein, 1823)           | mosquero aceitunado        | LC                     |              |
|        | Mionectes macconnelli   | (Chubb, 1919)                  | mosquero de McConnell      | LC                     |              |
|        | Mionectes roraimae      | (Chubb, 1919)                  | mosquero de Sierra de Lema | LC                     |              |
|        | Mionectes rufiventris   | Cabanis, 1846                  | mosquero ladrillito        | LC                     |              |

## Taxonomía
Las especies M. macconnelli (com M. roraimae), M. oleagineus y M. rufiventris ya fueron separadas en el pasado en un género Pipromorpha por diversos autores y unificadas en el presente con base en datos morfológicos. Hubo una tentativa de mantener en Pipromorpha con base en diferencias de plumaje, evidente hasta en el plumaje juvenil y en el perfil de la 9a. primaria en los machos adultos: los Mionectes tienen las partes inferiores estriadas y amarillentas y la cabeza y dorso oliváceos, mientras los propuestos Pipromorpha no tienen estriado en las partes inferiores, que son rufo o anaranjado, tienen la cabeza gris o rufa y el dorso parduzco; sin embargo la Proposición N° 202 al Comité de Clasificación de Sudamérica (SACC) fue rechazada al no haber consenso de que las diferencias justificasen la separación. Nuevos datos genético-moleculares de Miller et al. (2008) son consistentes con la resurrección de Pipromorpha; las 3 especies arriba mencionadas forman un grupo monofilético que presenta una divergencia de 14% en la secuencia del citocromo b de las otras dos. Sin embargo, una nueva Proposición N° 341 al SACC también no obtuvo consenso con la justificativa de que la separación no traería benefícios para la taxonomía de los géneros.
Los amplios estudios genético-moleculares realizados por Tello et al. (2009) descubrieron una cantidad de relaciones novedosas dentro de la familia Tyrannidae que todavía no están reflejados en la mayoría de las clasificaciones. Siguiendo estos estudios, Ohlson et al. (2013) propusieron dividir Tyrannidae en cinco familias, entre las cuales Rhynchocyclidae Berlepsch, 1907 agrupando a diversos géneros entre los cuales Mionectes, éste, en una subfamilia Pipromorphinae Wolters, 1977, junto a Phylloscartes, Leptopogon, Pseudotriccus y Corythopis. El Comité Brasileño de Registros Ornitológicos (CBRO) adopta dicha familia, mientras el SACC aguarda propuestas para analisar los cambios.